# Devil on My Shoulder
Devil on My Shoulder è un singolo del gruppo musicale canadese Billy Talent, pubblicato nel 2009 ed estratto dall'album Billy Talent III.

## Tracce
CD Singolo
1. Devil on My Shoulder - 3:50
2. Don't Need to Pretend - 3:45

## Formazione
- Benjamin Kowalewicz - voce
- Ian D'Sa - chitarra
- Jonathan Gallant - basso
- Aaron Solowoniuk - batteria